# 圣埃斯特万德洛斯帕托斯
圣埃斯特万德洛斯帕托斯，是西班牙卡斯蒂利亚-莱昂阿维拉省的一个市镇。总面积10平方公里，总人口44人（2001年），人口密度4人/平方公里。